# Чемпионат мира по футболу 2026 (отборочный турнир, АФК)
Отборочный турнир чемпионата мира по футболу 2026 в Азии пройдет с октября 2023 года по ноябрь 2025 года и определит участников чемпионата мира 2026 года от АФК. Первые два раунда будут являться также частью отборочного турнира на Кубок Азии 2027 года
В финальный турнир выйдет 8 команд, ещё одна команда будет участвовать в межконтинентальных стыковых матчах.

## Формат
Отборочный турнир состоит из пяти раундов:
- Первый раунд: 22 худших сборных (согласно рейтингу ФИФА) разбиваются на пары согласно жребию и играют друг с другом два матча на своём поле и на поле соперника. 11 победителей проходят во второй раунд.
- Второй раунд: 11 победителей первого раунда и оставшиеся 25 азиатские сборные согласно жребию разбиваются на 9 групп, в рамках которых проводится двухкруговой турнир. 18 команд: победители групп и команды, занявшие вторые места, проходят в третий раунд и одновременно получают путёвки в финальный турнир Кубка Азии 2027 (остальные 6 мест на Кубке Азии разыгрываются в дополнительном групповом турнире, не связанном с отбором к чемпионату мира).
- Третий раунд: 18 команд будут разбиты на 3 группы по 6 команд, где каждая команда с каждой сыграют по две игры — «дома» и «в гостях» (всего 10 игр). Две лучшие команды из каждой группы напрямую проходят в финальную часть чемпионата мира. Команды, занявшие третьи и четвертые места, проходят в четвёртый раунд.
- Четвёртый раунд: 6 команд будут разбиты на 2 группы по 3 команды. Победители групп выходят на чемпионат мира, вторые места выходят в пятый раунд
- Пятый раунд: 2 команды из занявших вторые места сыграют друг с другом одну игру, победитель выходит на межконтинентальный стыковой матч.

## Участники
В отборочном турнире стартовали команды от всех 47 членов АФК (сборная Северных Марианских Островов не является членом ФИФА, поэтому может отобраться лишь на Кубок Азии, но не на чемпионат мира). Они были разделены на две части в соответствии с рейтингом ФИФА на Июль 2023 года.
| Стартуют со второго раунда (Позиции с 1-й по 25-ю) | Стартуют с первого раунда (Позиции с 26-й по 47-ю) |
| --- | --- |
| 1. Япония (20) 2. Иран (24) 3. Республика Корея (27) 4. Австралия (29) 5. Катар (61) 6. Саудовская Аравия (54) 7. Ирак (67) 8. ОАЭ (72) 9. Оман (73) 10. Узбекистан (74) 11. Китай (81) 12. Иордания (84) 13. Бахрейн (85) 14. Сирия (90) 15. Палестина (93) 16. Кыргызстан (96) 17. Вьетнам (95) 18. Ливан (99) 19. Индия (101) 20. Таджикистан (109) 21. Таиланд (114) 22. КНДР (115) 23. Филиппины (136) 24. Туркменистан (137) 25. Малайзия (138) | 1. Кувейт (143) 2. Гонконг (147) 3. Индонезия (149) 4. Мальдивы (154) 5. Йемен (157) 6. Афганистан (155) 7. Китайский Тайбэй (156) 8. Мьянма (160) 9. Сингапур (158) 10. Камбоджа (176) 11. Непал (174) 12. Макао (182) 13. Лаос (188) 14. Монголия (183) 15. Бутан (185) 16. Бруней (191) 17. Бангладеш (192) 18. Пакистан (195) 19. Восточный Тимор (196) 20. Гуам (206) 21. Шри-Ланка (207) 22. Северные Марианские острова (Б/Р) |

## Первый раунд
| Команда 1        | Итог | Команда 2       | 1-й матч | 2-й матч |
| ---------------- | ---- | --------------- | -------- | -------- |
| Афганистан       | 2:0  | Монголия        | 1:0      | 1:0      |
| Мальдивы         | 2:3  | Бангладеш       | 1:1      | 1:2      |
| Сингапур         | 3:1  | Гуам            | 2:1      | 1:0      |
| Йемен            | 4:1  | Шри-Ланка       | 3:0      | 1:1      |
| Мьянма           | 5:1  | Макао           | 5:1      | 0:0      |
| Камбоджа         | 0:1  | Пакистан        | 0:0      | 0:1      |
| Китайский Тайбэй | 7:0  | Восточный Тимор | 4:0      | 3:0      |
| Индонезия        | 12:0 | Бруней          | 6:0      | 6:0      |
| Гонконг          | 4:2  | Бутан           | 4:0      | 0:2      |
| Непал            | 2:1  | Лаос            | 1:1      | 1:0      |

## Второй раунд
Для целей жеребьёвки команды были разбиты на 4 «корзины»:
| Корзина 1 | Корзина 2 | Корзина 3 | Корзина 4 |
| --- | --- | --- | --- |
| 1. Япония (20) 2. Иран (22) 3. Австралия (27) 4. Республика Корея (28) 5. Саудовская Аравия (54) 6. Катар (59) 7. Ирак (70) 8. ОАЭ (72) 9. Оман (73) | 1. Узбекистан (74) 2. Китай (80) 3. Иордания (82) 4. Бахрейн (86) 5. Сирия (94) 6. Вьетнам (95) 7. Палестина (96) 8. Кыргызстан (97) 9. Индия (99) | 1. Ливан (100) 2. Таджикистан (110) 3. Таиланд (113) 4. КНДР (115) 5. Филиппины (135) 6. Малайзия (136) 7. Кувейт (137) 8. Туркменистан (138) | 1. Гонконг (149)† 2. Индонезия (150)† 3. Китайский Тайбэй (153)† 4. Йемен (156)†‡ 5. Афганистан (157)† 6. Сингапур (158)† 7. Мьянма (160)† 8. Непал (175)† 9. Бангладеш (189)† 10. Пакистан (201)† |

### Группа A
| Поз | Команда    | И | В | Н | П | МЗ | МП | РМ  | О  | Квалификация                       |
| --- | ---------- | - | - | - | - | -- | -- | --- | -- | ---------------------------------- |
| 1   | Катар      | 6 | 5 | 1 | 0 | 18 | 3  | +15 | 16 | Третий раунд                       |
| 2   | Кувейт     | 6 | 2 | 1 | 3 | 6  | 6  | 0   | 7  | Третий раунд                       |
| 3   | Индия      | 6 | 1 | 2 | 3 | 3  | 7  | −4  | 5  | Третий отборочный раунд Кубка Азии |
| 4   | Афганистан | 6 | 1 | 2 | 3 | 3  | 14 | −11 | 5  | Третий отборочный раунд Кубка Азии |

### Результаты матчей
| Дома \ На выезде | КАТ | КУВ | ИНД | АФГ |
| ---------------- | --- | --- | --- | --- |
| Катар            | —   | 3:0 | 2:1 | 8:1 |
| Кувейт           | 1:2 | —   | 0:1 | 1:0 |
| Индия            | 0:3 | 0:0 | —   | 1:2 |
| Афганистан       | 0:0 | 0:4 | 0:0 | —   |

### Группа B
| Поз | Команда | И | В | Н | П | МЗ | МП | РМ  | О  | Квалификация                       |
| --- | ------- | - | - | - | - | -- | -- | --- | -- | ---------------------------------- |
| 1   | Япония  | 6 | 6 | 0 | 0 | 24 | 0  | +24 | 18 | Третий раунд                       |
| 2   | КНДР    | 6 | 3 | 0 | 3 | 11 | 7  | +4  | 9  | Третий раунд                       |
| 3   | Сирия   | 6 | 2 | 1 | 3 | 9  | 12 | −3  | 7  | Третий отборочный раунд Кубка Азии |
| 4   | Мьянма  | 6 | 0 | 1 | 5 | 3  | 28 | −25 | 1  | Третий отборочный раунд Кубка Азии |

### Результаты матчей
| Дома \ На выезде | ЯПО | КОР | СИР | МЯН |
| ---------------- | --- | --- | --- | --- |
| Япония           | —   | 1:0 | 5:0 | 5:0 |
| КНДР             | 0:3 | —   | 1:0 | 4:1 |
| Сирия            | 0:5 | 1:0 | —   | 7:0 |
| Мьянма           | 0:5 | 1:6 | 1:1 | —   |

### Группа C
| Поз | Команда          | И | В | Н | П | МЗ | МП | РМ  | О  | Квалификация                       |
| --- | ---------------- | - | - | - | - | -- | -- | --- | -- | ---------------------------------- |
| 1   | Республика Корея | 6 | 5 | 1 | 0 | 20 | 1  | +19 | 16 | Третий раунд                       |
| 2   | Китай            | 6 | 2 | 2 | 2 | 9  | 9  | 0   | 8  | Третий раунд                       |
| 3   | Таиланд          | 6 | 2 | 2 | 2 | 9  | 9  | 0   | 8  | Третий отборочный раунд Кубка Азии |
| 4   | Сингапур         | 6 | 0 | 1 | 5 | 5  | 24 | −19 | 1  | Третий отборочный раунд Кубка Азии |

### Результаты матчей
| Дома \ На выезде | КОР | КИТ | ТАЙ | СИН |
| ---------------- | --- | --- | --- | --- |
| Республика Корея | —   | 1:0 | 1:1 | 5:0 |
| Китай            | 0:3 | —   | 1:1 | 4:1 |
| Таиланд          | 0:3 | 1:2 | —   | 3:1 |
| Сингапур         | 0:7 | 2:2 | 1:3 | —   |

### Группа D
| Поз | Команда          | И | В | Н | П | МЗ | МП | РМ  | О  | Квалификация                       |
| --- | ---------------- | - | - | - | - | -- | -- | --- | -- | ---------------------------------- |
| 1   | Оман             | 6 | 4 | 1 | 1 | 11 | 2  | +9  | 13 | Третий раунд                       |
| 2   | Кыргызстан       | 6 | 3 | 2 | 1 | 13 | 7  | +6  | 11 | Третий раунд                       |
| 3   | Малайзия         | 6 | 3 | 1 | 2 | 9  | 9  | 0   | 10 | Третий отборочный раунд Кубка Азии |
| 4   | Китайский Тайбэй | 6 | 0 | 0 | 6 | 2  | 17 | −15 | 0  | Третий отборочный раунд Кубка Азии |

### Результаты матчей
| Дома \ На выезде | ОМА | КИР | МАЙ | ТЙВ |
| ---------------- | --- | --- | --- | --- |
| Оман             | —   | 1:1 | 2:0 | 3:0 |
| Кыргызстан       | 1:0 | —   | 1:1 | 5:1 |
| Малайзия         | 0:2 | 4:3 | —   | 3:1 |
| Китайский Тайбэй | 0:3 | 0:2 | 0:1 | —   |

### Группа E
| Поз | Команда      | И | В | Н | П | МЗ | МП | РМ  | О  | Квалификация                       |
| --- | ------------ | - | - | - | - | -- | -- | --- | -- | ---------------------------------- |
| 1   | Иран         | 6 | 4 | 2 | 0 | 16 | 4  | +12 | 14 | Третий раунд                       |
| 2   | Узбекистан   | 6 | 4 | 2 | 0 | 13 | 4  | +9  | 14 | Третий раунд                       |
| 3   | Туркменистан | 6 | 0 | 2 | 4 | 4  | 14 | −10 | 2  | Третий отборочный раунд Кубка Азии |
| 4   | Гонконг      | 6 | 0 | 2 | 4 | 4  | 15 | −11 | 2  | Третий отборочный раунд Кубка Азии |

### Результаты матчей
| Дома \ На выезде | ИРН | УЗБ | ТРК | ГОН |
| ---------------- | --- | --- | --- | --- |
| Иран             | —   | 0:0 | 5:0 | 4:0 |
| Узбекистан       | 2:2 | —   | 3:1 | 3:0 |
| Туркменистан     | 0:1 | 1:3 | —   | 0:0 |
| Гонконг          | 2:4 | 0:2 | 2:2 | —   |

### Группа F
| Поз | Команда   | И | В | Н | П | МЗ | МП | РМ  | О  | Квалификация                       |
| --- | --------- | - | - | - | - | -- | -- | --- | -- | ---------------------------------- |
| 1   | Ирак      | 6 | 6 | 0 | 0 | 17 | 2  | +15 | 18 | Третий раунд                       |
| 2   | Индонезия | 6 | 3 | 1 | 2 | 8  | 8  | 0   | 10 | Третий раунд                       |
| 3   | Вьетнам   | 6 | 2 | 0 | 4 | 6  | 10 | −4  | 6  | Третий отборочный раунд Кубка Азии |
| 4   | Филиппины | 6 | 0 | 1 | 5 | 3  | 14 | −11 | 1  | Третий отборочный раунд Кубка Азии |

### Результаты матчей
| Дома \ На выезде | ИРК | ИНД | ВТН | ФИЛ |
| ---------------- | --- | --- | --- | --- |
| Ирак             | —   | 5:1 | 3:1 | 1:0 |
| Индонезия        | 0:2 | —   | 1:0 | 2:0 |
| Вьетнам          | 0:1 | 0:3 | —   | 3:2 |
| Филиппины        | 0:5 | 1:1 | 0:2 | —   |

### Группа G
| Поз | Команда           | И | В | Н | П | МЗ | МП | РМ  | О  | Квалификация                       |
| --- | ----------------- | - | - | - | - | -- | -- | --- | -- | ---------------------------------- |
| 1   | Иордания          | 6 | 4 | 1 | 1 | 16 | 4  | +12 | 13 | Третий раунд                       |
| 2   | Саудовская Аравия | 6 | 4 | 1 | 1 | 12 | 3  | +9  | 13 | Третий раунд                       |
| 3   | Таджикистан       | 6 | 2 | 2 | 2 | 11 | 7  | +4  | 8  | Третий отборочный раунд Кубка Азии |
| 4   | Пакистан          | 6 | 0 | 0 | 6 | 1  | 26 | −25 | 0  | Третий отборочный раунд Кубка Азии |

### Результаты матчей
| Дома \ На выезде  | ИОР | САУ | ТДЖ | ПАК |
| ----------------- | --- | --- | --- | --- |
| Иордания          | —   | 0:2 | 3:0 | 7:0 |
| Саудовская Аравия | 1:2 | —   | 1:0 | 4:0 |
| Таджикистан       | 1:1 | 1:1 | —   | 3:0 |
| Пакистан          | 0:3 | 0:3 | 1:6 | —   |

### Группа H
| М | Команда | И | В | Н | П | Мячи   | ±   | О  |
| - | ------- | - | - | - | - | ------ | --- | -- |
| 1 | ОАЭ     | 6 | 5 | 1 | 0 | 16 − 2 | +14 | 16 |
| 2 | Бахрейн | 6 | 3 | 2 | 1 | 11 − 3 | +8  | 11 |
| 3 | Йемен   | 6 | 1 | 2 | 3 | 5 − 9  | −4  | 5  |
| 4 | Непал   | 6 | 0 | 1 | 5 | 2 − 20 | −18 | 1  |

И — игры, В — выигрыши, Н — ничьи, П — проигрыши, Мячи — забитые и пропущенные голы, ± — разница голов, О — очки

### Результаты матчей
| Дома \ На выезде | ОАЭ | БАХ | ЙЕМ | НЕП |
| ---------------- | --- | --- | --- | --- |
| ОАЭ              | —   | 1:1 | 2:1 | 4:0 |
| Бахрейн          | 0:2 | —   | 0:0 | 3:0 |
| Йемен            | 0:3 | 0:2 | —   | 2:2 |
| Непал            | 0:4 | 0:5 | 0:2 | —   |

### Группа I
| М | Команда   | И | В | Н | П | Мячи   | ±   | О  |
| - | --------- | - | - | - | - | ------ | --- | -- |
| 1 | Австралия | 6 | 6 | 0 | 0 | 22 − 0 | +22 | 18 |
| 2 | Палестина | 6 | 2 | 2 | 2 | 6 − 6  | 0   | 8  |
| 3 | Ливан     | 6 | 1 | 3 | 2 | 5 − 8  | −3  | 6  |
| 4 | Бангладеш | 6 | 0 | 1 | 5 | 1 − 20 | −19 | 1  |

И — игры, В — выигрыши, Н — ничьи, П — проигрыши, Мячи — забитые и пропущенные голы, ± — разница голов, О — очки

### Результаты матчей
| Дома \ На выезде | АВС | ПАЛ | ЛИВ | БАН |
| ---------------- | --- | --- | --- | --- |
| Австралия        | —   | 5:0 | 2:0 | 7:0 |
| Палестина        | 0:1 | —   | 0:0 | 5:0 |
| Ливан            | 0:5 | 0:0 | —   | 4:0 |
| Бангладеш        | 0:2 | 0:1 | 0:0 | —   |

## Третий раунд

### Группа А
| М | Команда       | И  | В | Н | П | Мячи    | ±   | О  |
| - | ------------- | -- | - | - | - | ------- | --- | -- |
| 1 | Иран(К)       | 10 | 7 | 2 | 1 | 19 − 8  | +11 | 23 |
| 2 | Узбекистан(К) | 10 | 6 | 3 | 1 | 14 − 7  | +7  | 21 |
| 3 | ОАЭ           | 10 | 4 | 3 | 3 | 15 − 8  | +7  | 15 |
| 4 | Катар         | 10 | 4 | 1 | 5 | 17 − 24 | −7  | 13 |
| 5 | Кыргызстан(В) | 10 | 2 | 2 | 6 | 12 − 18 | −6  | 8  |
| 6 | КНДР(В)       | 10 | 0 | 3 | 7 | 9 − 21  | −12 | 3  |

И — игры, В — выигрыши, Н — ничьи, П — проигрыши, Мячи — забитые и пропущенные голы, ± — разница голов, О — очки

### Результаты матчей
| Дома \ На выезде | ИРН | УЗБ | ОАЭ | КАТ | КЫР | КОР |
| ---------------- | --- | --- | --- | --- | --- | --- |
| Иран             | —   | 2:2 | 2:0 | 4:1 | 1:0 | 3:0 |
| Узбекистан       | 0:0 | —   | 1:0 | 3:0 | 1:0 | 1:0 |
| ОАЭ              | 0:1 | 0:0 | —   | 5:0 | 3:0 | 1:1 |
| Катар            | 1:0 | 3:2 | 1:3 | —   | 3:1 | 5:1 |
| Кыргызстан       | 2:3 | 2:3 | 1:1 | 3:1 | —   | 1:0 |
| КНДР             | 2:3 | 0:1 | 1:2 | 2:2 | 2:2 | —   |

### Группа В
| М | Команда             | И  | В | Н | П | Мячи    | ±   | О  |
| - | ------------------- | -- | - | - | - | ------- | --- | -- |
| 1 | Республика Корея(К) | 10 | 6 | 4 | 0 | 20 − 7  | +13 | 22 |
| 2 | Иордания(К)         | 10 | 4 | 4 | 2 | 16 − 8  | +8  | 16 |
| 3 | Ирак                | 10 | 4 | 3 | 3 | 9 − 9   | 0   | 15 |
| 4 | Оман                | 10 | 3 | 2 | 5 | 9 − 14  | −5  | 11 |
| 5 | Палестина(В)        | 10 | 2 | 4 | 4 | 10 − 13 | −3  | 10 |
| 6 | Кувейт(В)           | 10 | 0 | 5 | 5 | 7 − 20  | −13 | 5  |

И — игры, В — выигрыши, Н — ничьи, П — проигрыши, Мячи — забитые и пропущенные голы, ± — разница голов, О — очки

### Результаты матчей
| Дома \ На выезде | КОР | ИРК | ИОР | ОМА | КУВ | ПАЛ |
| ---------------- | --- | --- | --- | --- | --- | --- |
| Республика Корея | —   | 3:2 | 1:1 | 1:1 | 4:0 | 0:0 |
| Ирак             | 0:2 | —   | 0:0 | 1:0 | 2:2 | 1:0 |
| Иордания         | 0:2 | 0:1 | —   | 4:0 | 1:1 | 3:1 |
| Оман             | 1:3 | 0:1 | 0:3 | —   | 4:0 | 1:0 |
| Кувейт           | 1:3 | 0:0 | 1:1 | 0:1 | —   | 0:2 |
| Палестина        | 1:1 | 2:1 | 1:3 | 1:1 | 2:2 | —   |

### Группа С
| М | Команда           | И  | В | Н | П | Мячи   | ±   | О  |
| - | ----------------- | -- | - | - | - | ------ | --- | -- |
| 1 | Япония(К)         | 9  | 7 | 2 | 0 | 30 − 3 | +27 | 23 |
| 2 | Австралия(К)      | 10 | 5 | 4 | 1 | 16 − 7 | +9  | 19 |
| 3 | Саудовская Аравия | 10 | 3 | 4 | 3 | 7 − 8  | −1  | 13 |
| 4 | Индонезия         | 10 | 3 | 3 | 4 | 9 − 20 | −11 | 12 |
| 5 | Китай(В)          | 10 | 3 | 0 | 7 | 7 − 20 | −13 | 9  |
| 6 | Бахрейн(В)        | 10 | 1 | 3 | 6 | 5 − 16 | −11 | 6  |

И — игры, В — выигрыши, Н — ничьи, П — проигрыши, Мячи — забитые и пропущенные голы, ± — разница голов, О — очки

(К) - сборная квалифицировалась в указанную стадию

### Результаты матчей
| Дома \ На выезде  | ЯПО | АВС | ИНД | САУ | БАХ | КИТ |
| ----------------- | --- | --- | --- | --- | --- | --- |
| Япония            | —   | 1:1 | 6:0 | 0:0 | 2:0 | 7:0 |
| Австралия         | 1:0 | —   | 5:1 | 0:0 | 0:1 | 3:1 |
| Индонезия         | 0:4 | 0:0 | —   | 2:0 | 1:0 | 1:0 |
| Саудовская Аравия | 0:2 | 1:2 | 1:1 | —   | 0:0 | 1:0 |
| Бахрейн           | 0:5 | 2:2 | 2:2 | 0:2 | —   | 0:1 |
| Китай             | 1:3 | 0:2 | 2:1 | 1:2 | 1:0 | —   |

## Четвертый раунд

### Группа А
| Поз | Команда | И | В | Н | П | МЗ | МП | РМ | О | Квалификация                   |
| --- | ------- | - | - | - | - | -- | -- | -- | - | ------------------------------ |
| 1   | Катар   | 0 | 0 | 0 | 0 | 0  | 0  | 0  | 0 | Квалификация в финальный раунд |
| 2   | ОАЭ     | 0 | 0 | 0 | 0 | 0  | 0  | 0  | 0 | Пятый раунд                    |
| 3   | Оман    | 0 | 0 | 0 | 0 | 0  | 0  | 0  | 0 |                                |

### Группа B
| Поз | Команда           | И | В | Н | П | МЗ | МП | РМ | О | Квалификация                   |
| --- | ----------------- | - | - | - | - | -- | -- | -- | - | ------------------------------ |
| 1   | Саудовская Аравия | 0 | 0 | 0 | 0 | 0  | 0  | 0  | 0 | Квалификация в финальный раунд |
| 2   | Ирак              | 0 | 0 | 0 | 0 | 0  | 0  | 0  | 0 | Пятый раунд                    |
| 3   | Индонезия         | 0 | 0 | 0 | 0 | 0  | 0  | 0  | 0 |                                |